# Giriroto
Giriroto is een bestuurslaag in het regentschap Boyolali van de provincie Midden-Java, Indonesië. Giriroto telt 5782 inwoners (volkstelling 2010).